# A Vizinha do Lado
A Vizinha do Lado (Portugiesisch für: Die Nachbarin von nebenan) ist eine portugiesische Filmkomödie des Regisseurs António Lopes Ribeiro aus dem Jahr 1945. Er wird zur Comédia portuguesa gezählt.

## Handlung
Der Film spielt 1913 in einem bürgerlichen Mietshaus in der Rua Castilho Nr. 13 in Lissabon. Zentrum der Handlung ist Eduardo, der hier als Medizinstudent lebt, tatsächlich aber Stücke für die populären Revuetheater der Hauptstadt schreibt, was er seiner Familie in Nordportugal aber verschweigt, die sehr auf ihren Ruf bedacht ist. Er ist zudem in eine konfliktreiche Liebesbeziehung mit der temperamentvollen blonden Schauspielerin Isabel Moreira verstrickt, während er sich immer stärker zur behüteten Nachbarstochter Mariana hingezogen fühlt.
Als Eduardos Onkel Plácido Mesquita, ein strengmoralischer Professor aus Famalicão, nach Lissabon kommt, um ihn vor dem unmoralischen Lebenswandel in der Hauptstadt zu retten, wird Eduardos Leben noch komplizierter. Missverständnisse mit dem lebenslustigen Nachbarn Saraiva und dem alten Pförtner Jerónimo verschlimmern das Durcheinander immer weiter, und im Haus nehmen der Klatsch zwischen den Dienstmädchen und die Gräben zwischen den Familien gleichermaßen zu.
Nach unvorhergesehenen Begegnungen und Unterhaltungen zwischen den verschiedenen Beteiligten und überraschenden Erinnerungen aus vergangenen Tagen nehmen die Dinge dann einen unerwarteten Verlauf.

## Rezeption

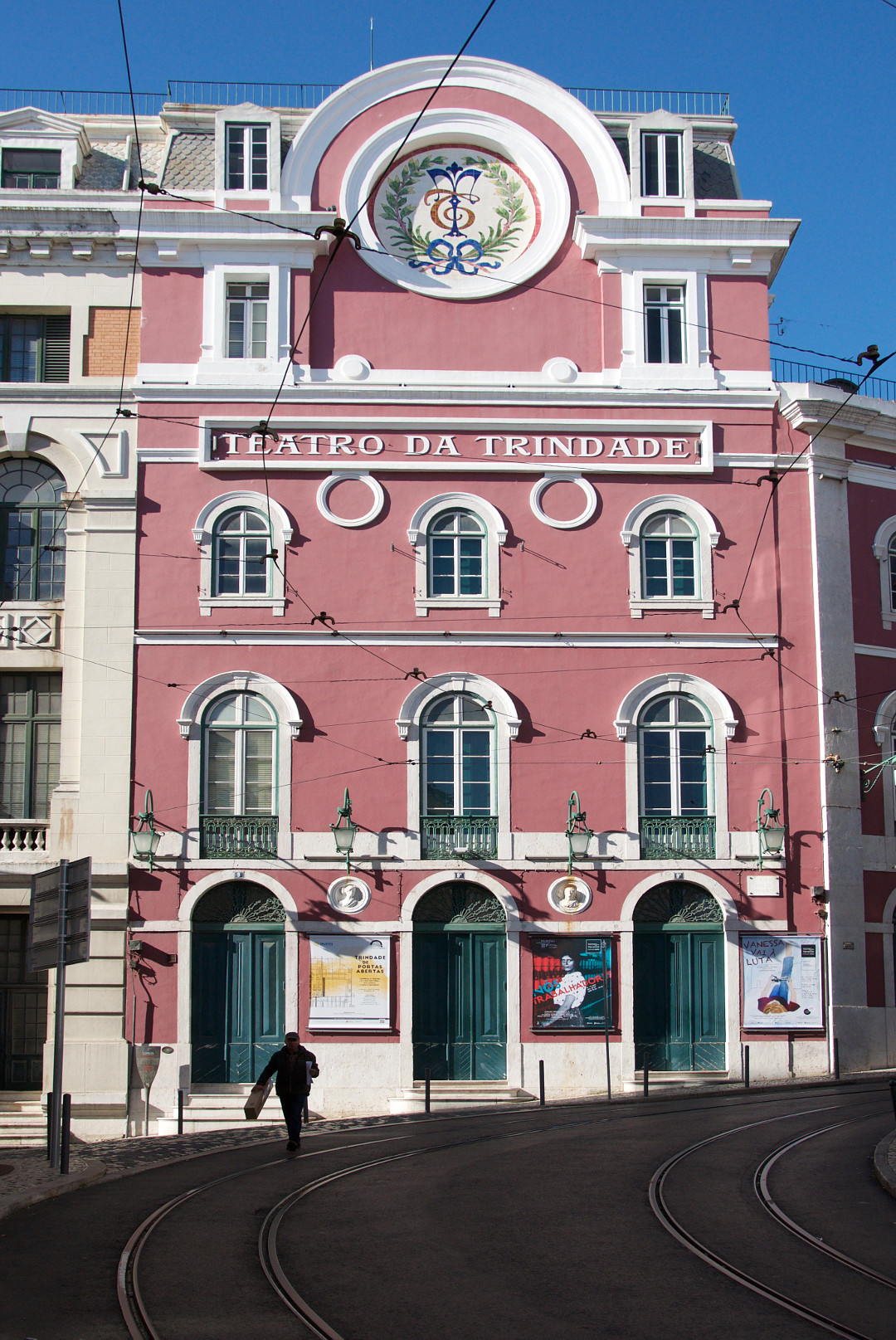
Im Lissabonner Trindade-Theater feierte A Vizinha do Lado 1945 Premiere.

Der Film beginnt mit einer Widmung an den bekannten franco-portugiesischen komödiantischen Bühnenautor André Brun (1881–1926): Á memória de André Brun, príncipe dos humoristas portugueses (dt.: „Zu Erinnerung an André Brun, den Prinzen der portugiesischen Humoristen“). Es folgt der eingeblendete Satz, die Filmhandlung verlaufe in weniger als 12 wahllosen Stunden im Jahr 1913, als alle Mädchen aus gutem Hause in Lissabon Piano spielten, und das schlecht (Original: A ação deste filme decorre em menos de 12 horas quaisquer do ano de 1913, quando todas as meninas de Lisboa tocavam piano e mal.).
Damit sind die wichtigsten Wegmarken des Films genannt. Der als unbeschwerte Komödie angelegte Film ist eine Verfilmung des erfolgreichen gleichnamigen Bühnenstücks André Bruns aus dem Jahr 1913. Er gehört zu den erfolgreichen Komödien des Portugiesischen Kinos der 1930er und 40er Jahre, mit den populären Komödienschauspielern António Silva und Ribeirinho in wichtigen Nebenrollen. Konzentriert auf pointenreiche Dialoge und in enger Anlehnung an das Bühnenstück, bleibt der Film insgesamt hinter seinem Vorgänger O Pai Tirano zurück, mal zu hölzern und mal zu komödiantisch wirken heute einige Darstellungen, mit Madalena Sotto als positivster Überraschung. Handwerklich attestiert die heutige Kritik der Produktion weiterhin einige Solidität.
Der Film hatte ein vergleichsweise großes Budget von etwa 1,2 Mio. Escudos (1.200 Contos). Er feierte am 7. Mai 1945 im Teatro da Trindade Premiere und erzielte danach einigen Erfolg, blieb aber weit hinter den Einspielergebnissen der vorhergehenden Filme Ribeiros zurück.
Von der Propagandabehörde SNI unter ihrem filmbegeisterten Leiter António Ferro wurde er mit dem Großen Filmpreis ausgezeichnet, während Madalena Sotto den Preis als beste Schauspielerin erhielt. Das unterschwellig vermittelte Bild eines unbeschwerten und friedlich geordneten Portugals in einem vom Zweiten Weltkrieg zerstörten Europa entsprach dabei den Vorstellungen der Propaganda des semi-faschistischen Estado Novo-Regimes unter Diktator Salazar als Garant für Frieden und Fortschritt in seinem Land, das er aus dem Krieg herausgehalten hat. Dabei zielt die Komödie selbst vor allem auf unbeschwerte Unterhaltung.
Der Film wurde mehrmals im öffentlich-rechtlichen Fernsehen RTP gezeigt und, nach Restauration durch die Cinemateca Portuguesa, mehrmals von Lusomundo wiederveröffentlicht, erst als VHS-Kassette, später mehrmals als DVD, mit teils umfangreichem Bonusmaterial.